# Mount Van der Veer
Mount Van der Veer är ett berg i Antarktis. Det ligger i Västantarktis. Inget land gör anspråk på området. Toppen på Mount Van der Veer är 258 meter över havet.
Terrängen runt Mount Van der Veer är platt åt sydväst, men åt nordost är den kuperad. Trakten är obefolkad. Det finns inga samhällen i närheten.